# Ільчимбетово
Ільчимбе́тово (рос. Ильчимбетово, башк. Илсембәт) — село у складі Туймазинського району Башкортостану, Росія. Адміністративний центр Ільчимбетовської сільської ради.
Населення — 1067 осіб (2010; 989 у 2002).
Національний склад:
- башкири — 53 %
- татари — 44 %